# UFC Fight Night: Jedrzejczyk vs. Penne
UFC Fight Night: Jedrzejczyk vs. Penne（ユーエフシー・ファイトナイト：イェンジェイチック・バーサス・ペネ、別名UFC Fight Night 69）は、アメリカ合衆国の総合格闘技団体UFCの大会の一つ。2015年6月20日、ドイツ・ベルリンのO2ワールドで開催された。

## 大会内容
本大会ではヨアナ・イェンジェイチックとジェシカ・ペネによるUFC世界女子ストロー級タイトルマッチが組まれた。
キャリア13戦全勝のルーカス・サジェウスキーがUFCデビュー。

### カード変更
負傷などによるカードの変更は以下の通り。
- マイク・ウィルキンソン → アーノルド・アレン（第5試合）
- ディエゴ・リヴァス → マシオ・フーレン（第7試合）
- セルジオ・モラエス → スティーブ・ケネディ（第9試合）
- ニキータ・クリーロフ vs. マルコス・ホジェリオ・ジ・リマ → UFC Fight Night 70に移動
- デレク・ブランソン vs. クシシュトフ・ヨトコ → ブランソンの負傷により中止
- ユライア・ホール vs. クシシュトフ・ヨトコ → ホールのビザ問題により中止
- アレクサンダー・グスタフソン vs. グローバー・テイシェイラ → グスタフソンの負傷により中止

## 試合結果

### プレリミナリーカード
第1試合 バンタム級ワンマッチ 5分3R
○  タイラー・ラピルー vs.  佐々木憂流迦 ×
2R 1:26 TKO（左ストレート→パウンド）
第2試合 ライト級ワンマッチ 5分3R
○  マゴメド・ムスタファエフ vs.  ピオトル・ホールマン ×
2R終了時 TKO（ドクターストップ）
第3試合 ミドル級ワンマッチ 5分3R
○  スコット・アスカム vs.  アントニオ・ドス・サントス ×
1R 2:52 KO（膝蹴り）
第4試合 フェザー級ワンマッチ 5分3R
○  ノード・ラハト vs.  ニクラス・バクストロム ×
3R終了 判定2-0（28-28、29-28、29-28）
第5試合 フェザー級ワンマッチ 5分3R
○  アーノルド・アレン vs.  アラン・オマー ×
3R 1:41 ギロチンチョーク
第6試合 ライト級ワンマッチ 5分3R
○  マイルベク・タイスモフ vs.  アラン・パトリック ×
2R 1:30 TKO（右ハイキック→パウンド）
第7試合 フェザー級ワンマッチ 5分3R
○  マクワン・アミルカーニ vs.  マシオ・フーレン ×
1R 1:41 リアネイキドチョーク

### メインカード
第8試合 ライト級ワンマッチ 5分3R
○  ニック・ハイン vs.  ルーカス・サジェウスキー ×
3R終了 判定3-0（30-27、30-27、30-27）
第9試合 ウェルター級ワンマッチ 5分3R
○  ペーター・ソボッタ vs.  スティーブ・ケネディ ×
1R 2:57 リアネイキドチョーク
第10試合 フェザー級ワンマッチ 5分3R
○  川尻達也 vs.  デニス・シヴァー ×
3R終了 判定3-0（29-28、29-28、29-28）
第11試合 UFC世界女子ストロー級タイトルマッチ 5分5R
○  ヨアナ・イェンジェイチック vs.  ジェシカ・ペネ ×
3R 4:22 TKO（スタンドパンチ連打）
※イェンジェイチックが初防衛に成功。

### 各賞
ファイト・オブ・ザ・ナイト：ヨアナ・イェンジェイチック vs. ジェシカ・ペネ
パフォーマンス・オブ・ザ・ナイト：マイルベク・タイスモフ、アーノルド・アレン
各選手にはボーナスとして5万ドルが支給された。